# Villar-Perosa M 1915
Villar-Perosa M 1915 byl historicky prvním samopalem zavedeným do armádní výzbroje v Itálii roku 1915. Vnějším vzhledem a konstrukčním řešením sice vypadal jako lehký kulomet, ale používal pistolový náboj ráže 9 mm, takže je řazen mezi samopaly. Villar-Perosa je považován za první samopal vůbec.

## Historie
Dvojhlavňový samopal Villar-Perosa zkonstruoval Abiel Revelli původně jako velmi lehký kulomet pro potřeby letectva, ale také italská pěchota jej zavedla do své výzbroje jako vzor 1915. Zbraň, která vznikla v podstatě spřažením dvou samopalů, měla sloužit jako prostředek palebné podpory horských jednotek a pěchoty. Byla proto používána hlavně v zákopových bojích první světové války a při boji v horách. Samopal mohl být podepřený dvojnožkou, nebo nesený ve zvláštním postroji na prsou. Výroba probíhala u firem Villar-Perosa a Fiat. Rakousko-uherská armáda koncem války tuto zbraň zavedla v menším počtu do výzbroje jako Sturmpistole M 18.
Tato slepá ulička vývoje samopalů se v praxi příliš neosvědčila. Zbraň měla značně vysokou rychlost střelby. Z toho plynula menší přesnost palby a neefektivně vysoká spotřeba nábojů. Rovněž hmotnost byla značně vysoká. Samopal si nezískal větší oblibu a jeho další používání bylo brzy zastaveno ve prospěch modernějších typů konstrukce.

## Konstrukce
Zbraň tvoří dvojice samopalů, spojených k sobě. Vyznačovala se také několika dalšími zajímavými prvky. V zadní části se nachází dvojité držadlo, podobné jako u některých těžkých kulometů. Spoušťová ústrojí jsou oddělená, takže lze střílet z kterékoliv hlavně jednotlivě nebo současně z obou hlavní zároveň. Zákluz dynamického závěru byl brzděn jeho rotací o 90° řízenou drážkou závěrové páky na pouzdru závěru. Pootočení závěru mírně zpomalilo zákluz i předkluz. Závěry jsou částečně uzamčené. Při výstřelu vzájemným působením výstupků závěrů a šikmých drážek v nepohyblivém pouzdře se závěry pootočí kolem své podélné osy o určitou část obrátky, a tím je zpomalen jejich odsun. Při nabíjení se závěry odsunou dozadu pomocí pák ve tvaru písmene S. Shora nasazované zakřivené zásobníky mají kapacitu 25 nábojů. Umístění zásobníku na horní straně pouzdra závěru vycházelo z předpokladu, že se zbraň bude montovat na podstavec. Kadence zbraně byla vysoká, kolem 1200 ran/min, což bylo dáno nízkou hmotností závěru a silnou vratnou pružinou. Prázdné nábojnice jsou vyhazovány směrem dolů. Zbraň byla vybavena dvojnožkou a někdy i štítem.

## Verze OVP
Celkem vznikly dvě verze samopalu, a to M15 (základní) a OVP s jednou hlavní a dřevěnou pažbou, protože uplatnění základní verze u pěšího vojska značně ztěžovalo jeho pojetí dvou sdružených hlavní. Výsledkem snah o vytvoření přijatelnější zbraně byl samopal OVP. V podstatě se jednalo o polovinu původního samopalu, která u tohoto typu získala rozměry obvyklé karabiny. Samopal měl dřevěnou pažbu a obvyklé spoušťové ústrojí, před lučíkem však scházelo předpažbí. Změnilo se i napínání závěru, které se nyní provádělo pomocí stažení objímky, spojené se závěrem, směrem dozadu. Samopal postrádal volič režimu střelby a mohl střílet pouze dávkou. OVP nesloužil ve výzbroji armády dlouho, nicméně jej lze pokládat za předchůdce vynikajících samopalů Beretta, které vznikly po skončení první světové války.